# 初期恆星體
初期恆星體 (YSO)表示是一顆進入恆星演化早期階段的天體。 
這個分類中包含兩個小組：原恆星和主序前星。有時，也會以質量區分為：大質量初期恆星體(MYSO)、中質量初期恆星體和棕矮星。
初期恆星體經常會依據以光譜能量分布的斜率做標準來分類，這是Lada C.J. 和 Wilking B.A.在1984年提出的，他們以譜指數{\displaystyle \alpha \,}的間隔和數值為依據，將YSO分為三種(I、II和III)：
{\displaystyle \alpha ={\frac {d\log(\nu F_{\nu })}{d\log(\nu )}}}.
此處{\displaystyle \nu \,}是頻率，{\displaystyle F_{\nu }}是通量密度。
{\displaystyle \alpha \,}是依據波長2.2–10 {\displaystyle {\mu }m} (近紅外區)計算的數值。
稍後，格林等人在1994年加入了第四類"平波譜"做為分類的來源。而在1993年，安德烈等人發現在次微米波段有著強烈輻射，但在{\displaystyle {\lambda }<10{\mu }m}非常微弱的第0類。
- 分類 0源 － 在{\displaystyle {\lambda }<10{\mu }m}無法檢測
- 分類I源 － {\displaystyle {\alpha }>0.3}
- 平波譜源 － {\displaystyle 0.3>{\alpha }>-0.3}
- 分類II源 － {\displaystyle -0.3>{\alpha }>-1.6}
- 分類III源 － {\displaystyle {\alpha }<-1.6}

這種分類架構大致反映了演進化的序列。人們認為最深埋在0類的來源朝著I類發展的過程，星周包層便會開始消退。最後，當它們成為主序前星時，在光學上就能夠在恆星誕生線上被看見。
YSO也和早期的恆星演化聯繫在一起：拱星噴流和偶極外向流、邁射(微波)、赫比格-哈羅天體、原行星盤 (拱星盤)。